# Огородник Сава Якович
Огородник Сава Якович (2 лютого 1923 , Гродзеве, Уманський район  — 18 березня 2015 , Київ ) — доктор економічних наук, професор, заслужений економіст України, ректор Одеського кредитно-економічного інституту в 1958—1971 роках, директор Українського науково-дослідного інституту науково-технічної інформації в 1971—1983 роках.

## Біографія
Народився в селянській родині у селі Гродзеві Уманського району Черкаської області. У 1949 році закінчив Київський фінансово-економічний інститут, у 1952 році — аспірантуру та захистив кандидатську дисертацію на тему «Розвиток державного бюджету Української РСР у роки першої післявоєнної п'ятирічки». Ще перебуваючи в аспірантурі, С. Я. Огородник розпочав свою педагогічну діяльність. Протягом 1950—1958 років він працював спочатку викладачем, доцентом кафедри фінансів, а з 1953 року став заступником декана фінансового факультету Київського фінансово-економічного інституту.

### На посаді ректора Одеського державного економічного університету
У 1957 році працював у складі комісії з перевірки діяльності Одеського кредитноекономічного інституту, а в 1958 році С. Я. Огородник був призначений на посаду ректора Одеського кредитно-економічного інституту (нині — Одеський державний економічний університет), де пропрацював до 1971 року. В роки роботи на посаді ректора згуртував колектив провідних фахівців, серед них С. Я. Боровий, М. М. Ямпольський, Б. В. Сорочинський, М. Г. Бажал, А. К. Покритан, В. Б. Петрович, Е. Г. Вайнштейн, І. Т. Балуков, Г. Г. Сисьмій, які продовжили традиції засновників інституту — С. І. Солнцева, Г. І. Тіктіна, А. С. Бориневича, О. Я. Шпакова, Г. І. Танфільєва.
Перебуваючи одночасно на посаді ректора інституту і завідувача кафедри фінансів, у 1967 році захистив докторську дисертацію на тему «Питання підвищення економічної ефективності виробництва на сучасному етапі», домігся відкриття аспірантури за спеціальністю «Фінанси», а пізніше — спеціалізованої ради із захисту дисертацій, доклав зусиль у розвиток матеріально-технічної бази інституту, відкрив нові факультети.
За успіхи, досягнуті в підготовці фахівців, і розвиток наукових досліджень у 1971 році Одеський інститут народного господарства був нагороджений Почесною грамотою Президії Верховної Ради Української РСР. А Сава Якович Огородник за успіхи у розвитку вищої школи отримав орден «Знак пошани».

### На посаді директора Українського НДІ науково-технічної інформації і техніко-економічних досліджень
Цього ж року професор С. Я. Огородник був призначений на посаду директора Українського науково-дослідного інституту науково-технічної інформації і техніко-економічних досліджень, рішенням Ради Міністрів УРСР він був затверджений також членом Держплану Української РСР. за час роботи на посаді до 6 підлеглих інститутові міжобласних центрів, додалися ще 11, враховуючи Київське відділення; кадровий склад центру науково-технічної інформації був укомплектований кваліфікованими фахівцями; побудовані корпуси ЦНТІ в Одесі, Криму, Запоріжжі, Чернігові, Рівному, Хмельницькому. Були створені унікальні фонди НТІ — патентні фонди, фонди неопублікованих матеріалів з наукових і дослідно-конструкторських розробок; впорядковане і розширене комплектування та використання опублікованих матеріалів з науки і техніки в Державній республіканській науково-технічній бібліотеці, що входила до структури інституту.
Створення ефективної єдиної системи координації та взаємодії галузевих і міжгалузевих органів науково-технічної інформації дозволило підготувати комплекс прогнозно-аналітичних інформаційних продуктів за пріоритетними напрямами розвитку науки, техніки, новітніх технологій та інновацій у виробництві. В інституті інформації та у створеній мережі міжобласних ЦНТІ були здійснені комплексні прогнозно-аналітичні та соціологічні дослідження для споживачів НТІ всіх рівнів. У міжгалузевих органах НТІ систематично проводилися виставки, семінари, симпозіуми, круглі столи, а також організовувалися постійно діючі експозиції з метою вивчення досвіду та пропозицій на товарну
продукцію. З ініціативи С. Я. Огородника в Україні з'явилися такі важливі напрями інформаційної роботи, як консалтингова діяльність з питань інтелектуальної власності, просвітницька та інноваційна діяльність, міжнародне співробітництво та міждержавний обмін науково-технічною інформацією, редакційно-видавнича та видавничо-поліграфічна діяльність, Український науково-дослідний інститут науково-технічної інформації УкрНДІНТІ Держплану УРСР (при інституті було створене своє виробниче поліграфічне підприємство).
Постановою Головного комітету ВДНГ СРСР від 21 жовтня 1981 року інститут інформації був нагороджений дипломом першого ступеня, а директор інституту С. Я. Огородник — золотою медаллю. Ця нагорода була вручена «за розробку і впровадження науково-методичних заходів, котрі забезпечили створення та ефективне функціонування єдиної системи координації і взаємодії галузевих та міжгалузевих органів НТІ Української РСР. Система дозволила усунути паралелізм та дублювання у роботі; організувати інформаційне забезпечення 33 тис. НДІ, КБ, об'єднань, вузів, виробничих підприємств, будівельних організацій, колгоспів та радгоспів; здійснити впровадження 327,2 тис. нововведень, отриманих з джерел НТІ. Економічний ефект від упровадження науковотехнічних нововведень за роки Х п'ятирічки сягнув 270,3 млн рублів».
За досягнення в розвитку науково-технічної інформації Президією Верховної Ради УРСР С. Я. Огороднику було присвоєно почесне звання «Заслужений економіст України». У 1983 році Сава Якович після тяжкої хвороби звернувся з проханням відпустити його на викладацьку роботу. У цьому ж році він повернувся до рідного КНЕУ, вузу, в якому навчався і починав свою післявоєнну трудову діяльність. У даний час Сава Якович — професор кафедри фінансів ДВНЗ «Київський національний економічний університет імені Вадима Гетьмана».

### Наукова діяльність
У 1960-х висловив ідею про те, що загроза виникнення кризових явищ в економічних відносинах в колишньому СРСР закладена в самій
системі адміністративно-командного управління економічними і соціальними процесами. Аналізуючи фактичний матеріал того періоду з точки зору підвищення ефективності виробництва, вчений дійшов висновку про необхідність не тільки докорінних змін у самій структурі матеріального виробництва, у розподільних і перерозподільних відносинах, а й про необхідність поступового, плавного переходу до ринкових відносин.
Разом із В. М. Федосов та В. М. Опарін розробив новий напрямок досліджень фінансового механізму як інструментарію макроекономічного регулювання. Так, у монографії «Финансово-кредитные методы повышения эффективности производства» було виділено дві підсистеми: фінансово-кредитне забезпечення і фінансово-кредитне регулювання, які включають відповідні форми і методи, інструменти і важелі, а також організаційні структури: правове регламентування, планування і управління. Цей підхід, на думку вчених, більш адаптований до умов ринкової економіки і тому більш прийнятний при дослідженні основ і методів фінансового впливу на соціально-економічні процеси в суспільстві.
У статті «Як лікувати фінансову недугу?» на основі аналізу фактичного матеріалу дана характеристика кризового стану економіки СРСР у 80-ті роки XX століття, який проявився у руйнуванні грошового обігу, фінансової і кредитної систем, в розбалансуванні економіки і споживчого ринку, загостренні такої соціально небезпечної проблеми, як інфляційне зростання цін. У статті з науково-теоретичних позицій були визначені шляхи виходу країни з кризового стану з урахуванням об'єктивної необхідності поступового переходу до ринкової економіки.
У 1991 році вперше в Україні вийшов друком навчальний посібник для студентів економічних вузів і факультетів «Державні фінанси» за редакцією професорів В. М. Федосова, С. Я. Огородника і В. М. Суторміної, рекомендований Міністерством освіти для вищих навчальних
закладів України.
У 1998 розробив типову програму з дисципліни «Фінанси» для всіх вузів України, що ведуть підготовку бакалаврів з відповідних спеціальностей, яка була затверджена Міністерством освіти України у 1998 році. Разом з іншими членами кафедри С. Я. Огородник брав участь у підготовці навчально-методичних посібників з курсу «Фінанси», рекомендованих Міністерством освіти України для вузів країни.